# Till I Loved You
Till I Loved You (в превод „Докато те обикнах“) е студиен албум на американската певица Барбра Страйсънд, издаден на 25 октомври 1988 година от музикалната компания Кълъмбия Рекърдс. Песните в него са насочени повече към съвременната поп музика, отколкото към класическите блус и джаз евъргрийни, които са запазена марка за Барбра.
Темите в албума са началото, средата и края на любовните връзки. Заглавната песен Till I Loved You е дует с тогавашната любов на Страйсънд – актьорът Дон Джонсън. Парчето се превръща в хит и от двете страни на Атлантика. Джонсън изпълнява и беквокалите в романтичната балада What Were We Thinking Of в албума, също хит сингъл. Продуценти на диска са Страйсънд, Фил Реймън, Бърт Бехърейч, Карол Байър Сейгър и Дени Дайанте. Сред аранжорите е Куинси Джоунс.
Беквокалите във встъпителната песен The Places You Find Love се изпълняват от звездите Лутър Вандрос, Дион Уоруик (братовчедка на Уитни Хюстън), Джеймс Инграм, Хауърд Хюит и Дженифър Холидей. Албумът продава 2,5 милиона копия в световен мащаб и достига платинен статус в САЩ, Канада, Австралия и златен – във Великобритания. Това е един от най-романтичните албуми в творчеството на Барбра.

## Песни
| 1.    | The Places You Find Love              | 5:09 |
| 2.    | On My Way to You                      | 3:44 |
| 3.    | Till I Loved You (дует с Дон Джонсън) | 4:24 |
| 4.    | Love Light                            | 4:32 |
| 5.    | All I Ask of You                      | 4:02 |
| 6.    | You and Me for Always                 | 3:49 |
| 7.    | Why Let It Go                         | 4:25 |
| 8.    | Two People                            | 3:40 |
| 9.    | What Were We Thinking Of?             | 4:28 |
| 10.   | Some Good Things Never Last           | 4:20 |
| 11.   | One More Time Around                  | 3:44 |
| 47:07 |                                       |      |

|  | Тази страница частично или изцяло представлява превод на страницата Till I Loved You (album) в Уикипедия на английски. Оригиналният текст, както и този превод, са защитени от Лиценза „Криейтив Комънс – Признание – Споделяне на споделеното“, а за съдържание, създадено преди юни 2009 година – от Лиценза за свободна документация на ГНУ. Прегледайте историята на редакциите на оригиналната страница, както и на преводната страница, за да видите списъка на съавторите. ВАЖНО: Този шаблон се отнася единствено до авторските права върху съдържанието на статията. Добавянето му не отменя изискването да се посочват конкретни източници на твърденията, които да бъдат благонадеждни. |